# Кибекхаза
Кибекхаза (мађ. Kübekháza) је село у Мађарској, јужном делу државе. Село управо припада Сегединском срезу Чонградске жупаније, са седиштем у Сегедину.

## Природне одлике
Насеље Кибекхаза налази у јужном делу Мађарске, непосредно уз државну тромеђу са Србијом и Румунијом.
Историјски гледано, село припада крајње северном делу Баната, који је остало у оквирима Мађарске. Подручје око насеља је равничарско (Панонска низија), приближне надморске висине око 77 m. Северно од насеља протиче река Мориш.

## Становништво
Према подацима из 2013. године Кибекхаза је имала 1.450 становника. Последњих година број становника се опада.
Претежно становништво у насељу су Мађари римокатоличке вероисповести.